# 16996 Dahir
16996 Dahir è un asteroide della fascia principale. Scoperto nel 1999, presenta un'orbita caratterizzata da un semiasse maggiore pari a 2,2647920 UA e da un'eccentricità di 0,1737036, inclinata di 5,60131° rispetto all'eclittica.